# Le Passage de la Vierge à la Mariée
Le Passage de la Vierge à la Mariée est un tableau réalisé par Marcel Duchamp en juillet-août 1912 à Munich. Cette huile sur toile est conservée au Museum of Modern Art, à New York.

## Expositions
- Apollinaire, le regard du poète, musée de l'Orangerie, Paris, 2016 — n°170.